# Spilostethus
Genre
Spilostethus est un genre d'insectes hétéroptères (punaises) de la famille des Lygaeidae.

## Systématique
Le genre a été décrit par l'entomologiste suédois Carl Stål en 1868.
- Spilostethus beieri
- Spilostethus furcula
- Spilostethus hospes
- Spilostethus juncta
- Spilostethus lemniscatus
- Spilostethus merui
- Spilostethus montislunae
- Spilostethus pandurus
- Spilostethus potanini
- Spilostethus rivularis
- Spilostethus rupta
- Spilostethus simla
- Spilostethus stehliki
- Spilostethus saxatilis
- Spilostethus taeniatus
- Spilostethus trilineatus

### Espèces rencontrées en Europe
Selon Fauna Europaea (26 février 2017) :
- Spilostethus furcula (Herrich-Schaeffer, 1850)
- Spilostethus pandurus (Scopoli, 1763)
- Spilostethus saxatilis (Scopoli, 1763)